# Juan García Margallo

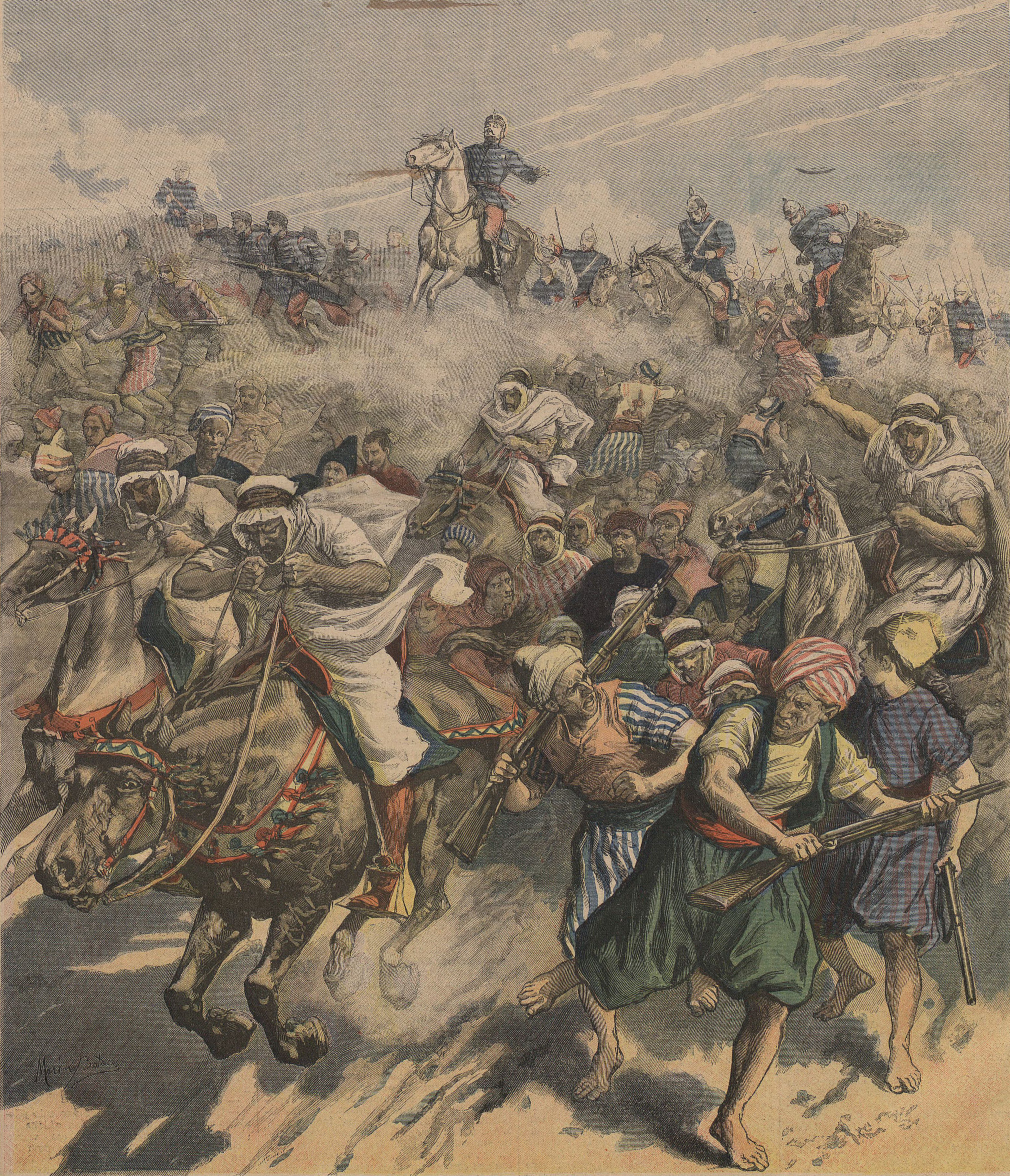
La Guerre au Maroc, Mort du Général Espagnol Margallo, aus Le Petit Journal vom 13. November 1893

Juan García Margallo (* 12. Juli 1839 in Montánchez; † 28. Oktober 1893 in Melilla) war von 1891 bis 1893 Militärgouverneur von Melilla.

## Leben
Margallo trat 1855 als Kadett in das Colegio de Infanteria ein. Als Offizier gehörte er zu den spanischen Expeditionstruppen in Afrika. 1866 wurde er zum Capitán befördert. In den bewaffneten Auseinandersetzungen, die der Revolution von 1886 folgten, diente er auf Seiten der republikanischen Kriegsparteien gegen die Carlisten. 1890 wurde er in den Generalsrang befördert. 1891 bekam er das Kommando über die Garnison von Melilla.
Im Februar 1893 wurde entschieden einen Bunker auf dem Friedhof und der Moschee der Gemeinde von Sidi Uariax in Melilla zu bauen. Die örtlichen Gemeindevorsteher rieten in einer Petition an Margallo davon ab, den Bunker auf dem Friedhof zu errichten. Wie schon 1859 wurde das Ansinnen der Petition zurückgewiesen. Am 28 und 29. September 1893 wurde die befestigte Stellung der Spanier angegriffen. Margallo wurde im Kampf getötet und durch General Macías ersetzt. Es wurden weitere Truppen aus Spanien entsandt. Später wurde General Martínez Campos zum Leiter der Militäroperation ernannt und verfügte über 20.000 Mann. Sultan Mulai al-Hassan I. eröffnete Friedensverhandlungen, die am 10. März 1894 den so genannten Guerra de Margallo beendeten.